# Mardochée Venture
Pour les articles homonymes, voir Venture.
Mardochée Venture (né circa 1730 à Nice et mort le 12 mars 1789) est un rabbin français, interprète d'hébreu de la bibliothèque du Roi.

## Biographie
Mardochée Venture,, est né circa 1730 à Nice.
Il succède à Israël Bernard de Valabrègue comme'interprète d'hébreu de la bibliothèque du Roi (aujourd'hui Bibliothèque nationale de France).
Il sert de guide au rabbin Haïm Joseph David Azoulay durant sa visite à Paris en 1777.
Le 22 octobre 1781, Marie-Antoinette d'Autriche donne naissance au dauphin Louis-Joseph de France. A cette occasion, Mardochée Venture, un des chefs de la communauté juive compose des prières,.

## Œuvres
- Prière prononcée le 1. Mai 1774 . à l'occasion de la maladie de S. M. Louis XV. 1774
- Prières Journalières à L´usage des Juifs. 1806
- Prières journalières à l'usage des juifs portugais ou espagnols. Paris : Lévy aïné, 1807
- Prières des jours de Ros-haschana et du Jour de Kippour à l'usage des juifs portugais ou espagnols traduites de l'hébreu, auxquelles on a ajouté des notes élémentaires, pour en faciliter l'intelligence par Mardochée Venture. Paris, 1807